# Je suis né
Je suis né est un recueil posthume de textes de Georges Perec, paru en 1990. Il rassemble dix textes assez divers, datant de 1959 à 1981, sur le thème de la mémoire et de l’oubli.

## Contenu
- Je suis né[1] (1970) : après avoir écrit sa date de naissance, comment continuer ?
- Les lieux d’une fugue[2] : récit à la troisième personne d’une fugue faite à l’âge de onze ans et deux mois.
- Le saut en parachute[3] : quel rapport entre un saut en parachute et une discussion entre intellectuels ?
- Kléber Chrome[4] : projet de roman dont le héros met à l’épreuve la vérité de son existence.
- Lettre à Maurice Nadeau[5] : description de projets, en particulier L’Arbre, L’Âge, Lieux (qui n’aboutiront pas) et de W ou le souvenir d’enfance.
- Les gnocchis de l’automne[6] ou réponse à quelques questions me concernant[7] : Si l’écriture protège, comment se servir des mots pour démasquer sa réalité ?
- Le rêve et le texte[8] : relecture a posteriori de La Boutique obscure.
- Le travail de la mémoire[9] : comment naît un souvenir ? (à propos de Je me souviens).
- Ellis Island, description d’un projet[10] : à la recherche d’un enracinement dans ce lieu de l’absence de lieu.
- Quelques-unes des choses qu’il faudrait tout de même que je fasse avant de mourir[11] : une liste volontairement limitée à 37, et non 50, comme demandé.

### Éditions
- La Bibliothèque du XXe siècle, Seuil, 1990  (ISBN 2-02-012654-0)

### Articles critiques
La critique s'est surtout intéressée aux Lieux d'une fugue.